# Masaccio
Tommaso di Ser Cassai, kaldet Masaccio (født 21. december 1401 i San Giovanni Valdarno i provinsen Arezzo, død 1428 i Rom) regnes sammen med Giotto blandt de vigtigste italienske malere i den tidlige renæssance. 
Sammen med Masolino malede Masaccio 1425-1428 freskerne i Santa Maria del Carmine i Firenze med motiver fra apostlen Peters liv.
Masaccios karriere blev ikke lang – han døde 27 år gammel – men realismen og centralperspektivet fik stor indflydelse på den kommende generation. Han brød med den gotiske tradition ved at erstatte vidløftig ornamentik med hverdagsagtige detaljer og ved at lade skikkelserne optræde i et, som man opfattede det, virkeligt rum.
Masaccio arbejdede fra omkring 1422 i Firenze, men han afsluttede sin kunstneriske karriere i Rom med en serie fresker i kirken San Clemente.